# Gran Premi de Bèlgica de Motocròs 250cc
|  | Per a altres significats, vegeu «Gran Premi de Bèlgica de Motocròs». |

El Gran Premi de Bèlgica de Motocròs en la cilindrada de 250cc (neerlandès: Grote Prijs van België motorcross 250cc; francès: Grand Prix de Belgique de motocross 250cc), abreujat GP de Bèlgica de 250cc, fou una prova internacional de motocròs que es va celebrar anualment a Bèlgica entre el 1957 i el 2003, és a dir, des de la primera edició del Campionat d'Europa fins al final del Campionat del Món d'aquesta cilindrada (el 2004, la històrica categoria dels 250cc fou reconvertida a la nova MX1, actual MXGP). Cal dir que els anys 1998, 2000 i 2001, Bèlgica fou també escenari de tres Grans Premis de 250cc més, tot i que aquests s'anomenaren Gran Premi d'Europa i se celebraren a Lovaina el primer i a Spa-Francorchamps els dos darrers.
Dins la seva cilindrada, el GP de Bèlgica de 250cc era un dels més antics dels que es disputaven a l'època i, juntament amb els dels Països Baixos, Gran Bretanya i Espanya, un dels més prestigiosos. Al contrari que el Gran Premi de Bèlgica de 500cc, el qual se celebrava tradicionalment al cèlebre circuit de La Citadelle, el Gran Premi de 250cc tingué una gran rotació geogràfica i, al llarg dels anys, s'arribà a disputar en un total de 20 circuits diferents, dels quals els més habituals varen ser, a banda del ja esmentat de La Citadelle, els de Genk i Kester, amb 5 edicions cadascun.

## Edicions
| Circuit                | Municipi               | Província          | Regió       | Data usual     | De   | A    | Edicions |
| ---------------------- | ---------------------- | ------------------ | ----------- | -------------- | ---- | ---- | -------- |
| La Citadelle           | Namur                  | Namur              | Valònia     | A l'agost      | 1957 | 2003 | 5        |
| Genk                   | Genk                   | Limburg            | Flandes     | Variable       | 1957 | 2002 | 5        |
| Ieper                  | Ieper                  | Flandes Occidental | Flandes     | A l'abril      | 1959 | 1959 | 1        |
| Dison                  | Dison                  | Lieja              | Valònia     | A l'abril      | 1960 | 1960 | 1        |
| Aywaille               | Aywaille               | Lieja              | Valònia     | A l'abril      | 1961 | 1961 | 1        |
| Lommel                 | Lommel                 | Limburg            | Flandes     | Al juny        | 1962 | 1990 | 4        |
| Sint-Lambrechts-Woluwe | Sint-Lambrechts-Woluwe | -                  | Brussel·les | A l'abril      | 1964 | 1964 | 1        |
| Hechtel                | Hechtel                | Limburg            | Flandes     | A l'abril      | 1965 | 1967 | 2        |
| Kemmelberg             | Heuvelland             | Flandes Occidental | Flandes     | A l'abril      | 1966 | 1966 | 1        |
| Paal                   | Beringen               | Limburg            | Flandes     | A l'abril      | 1970 | 1970 | 1        |
| Wuustwezel             | Wuustwezel             | Anvers             | Flandes     | A l'abril      | 1973 | 1987 | 2        |
| Retinne                | Fléron                 | Lieja              | Valònia     | A l'abril      | 1975 | 1975 | 1        |
| Betekom                | Begijnendijk           | Brabant            | Flandes     | A l'abril      | 1976 | 1976 | 1        |
| Borgloon               | Borgloon               | Limburg            | Flandes     | A l'abril-maig | 1977 | 1985 | 3        |
| Marche-en-Famenne      | Marche-en-Famenne      | Luxemburg          | Valònia     | Al maig-juny   | 1980 | 1988 | 2        |
| Nismes                 | Viroinval              | Namur              | Valònia     | A l'estiu      | 1984 | 1999 | 3        |
| Angreau                | Honnelles              | Hainaut            | Valònia     | A l'estiu      | 1986 | 1989 | 2        |
| Kester                 | Gooik                  | Brabant            | Flandes     | A l'estiu      | 1995 | 2000 | 5        |
| Mol                    | Mol                    | Anvers             | Flandes     | A l'agost      | 1998 | 1998 | 1        |
| Grobbendonk            | Grobbendonk            | Anvers             | Flandes     | Al juliol      | 2000 | 2000 | 1        |
| Total                  | 20                     |                    |             |                |      |      | 43       |

## Palmarès
Font:
| Edició  | Any  | Lloc                     | Data            | Guanyador         | Guanyador     |
| ------- | ---- | ------------------------ | --------------- | ----------------- | ------------- |
| I       | 1957 | Namur                    | 3-4 d'agost     | Willy Oesterle    | Maico         |
| II      | 1957 | Genk                     | 17-18 d'agost   | Willy Oesterle    | Maico         |
|         |      |                          |                 |                   |               |
| III     | 1958 | Namur                    | 2-3 d'agost     | Jaromír Čížek     | Jawa          |
| IV      | 1959 | Ieper                    | 25-26 d'abril   | Brian Stonebridge | Greeves       |
| V       | 1960 | Dison                    | 23-24 d'abril   | Jaromír Čížek     | Jawa          |
| VI      | 1961 | Aywaille                 | 22-23 d'abril   | Dave Bickers      | Greeves       |
| VII     | 1962 | Loppem                   | 28-29 d'abril   | Arthur Lampkin    | BSA           |
|         | 1963 | No es disputà            | No es disputà   | No es disputà     | No es disputà |
| VIII    | 1964 | Woluwe                   | 25-26 d'abril   | Joël Robert       | ČZ            |
| IX      | 1965 | Hechtel                  | 24-25 d'abril   | Dave Bickers      | Greeves       |
| X       | 1966 | Kemmelberg               | 23-24 d'abril   | Torsten Hallman   | Husqvarna     |
| XI      | 1967 | Hechtel                  | 22-23 d'abril   | Joël Robert       | ČZ            |
| XII     | 1968 | Genk                     | 27-28 d'abril   | Sylvain Geboers   | ČZ            |
|         | 1969 | No es disputà            | No es disputà   | No es disputà     | No es disputà |
| XIII    | 1970 | Paal                     | 25-26 d'abril   | Sylvain Geboers   | Suzuki        |
|         |      | 1971-1972: No es disputà |                 |                   |               |
| XIV     | 1973 | Wuustwezel               | 28-29 d'abril   | Håkan Andersson   | Yamaha        |
|         | 1974 | No es disputà            | No es disputà   | No es disputà     | No es disputà |
| XV      | 1975 | Retinne                  | 26-27 d'abril   | Jim Pomeroy       | Bultaco       |
| XVI     | 1976 | Betekom                  | 24-25 d'abril   | Heikki Mikkola    | Husqvarna     |
| XVII    | 1977 | Borgloon                 | 23-24 d'abril   | Guennady Moiseev  | KTM           |
|         | 1978 | No es disputà            | No es disputà   | No es disputà     | No es disputà |
| XVIII   | 1979 | Genk                     | 5-6 de maig     | Harry Everts      | Suzuki        |
| XIX     | 1980 | Marche                   | 31m-1 de juny   | Georges Jobé      | Suzuki        |
|         | 1981 | No es disputà            | No es disputà   | No es disputà     | No es disputà |
| XX      | 1982 | Borgloon                 | 8-9 de maig     | Georges Jobé      | Suzuki        |
|         | 1983 | No es disputà            | No es disputà   | No es disputà     | No es disputà |
| XXI     | 1984 | Nismes                   | 21-22 de juliol | Jeremy Whatley    | Suzuki        |
| XXII    | 1985 | Borgloon                 | 11-12 de maig   | Arno Drechsel     | KTM           |
| XXIII   | 1986 | Angreau                  | 14-15 de juny   | Andy Nicholls     | Yamaha        |
| XXIV    | 1987 | Wuustwezel               | 11-12 d'abril   | Pekka Vehkonen    | Cagiva        |
| XXV     | 1988 | Marche                   | 28-29 de maig   | Rob Herring       | Yamaha        |
| XXVI    | 1989 | Angreau                  | 26-27 d'agost   | Jean-Michel Bayle | Honda         |
| XXVII   | 1990 | Lommel                   | 23-24 de juny   | Pekka Vehkonen    | Yamaha        |
| XXVIII  | 1991 | Nismes                   | 29-30 de juny   | Peter Johansson   | Yamaha        |
|         | 1992 | No es disputà            | No es disputà   | No es disputà     | No es disputà |
| XXIX    | 1993 | Lommel                   | 12-13 de juny   | Marnicq Bervoets  | Kawasaki      |
| XXX     | 1994 | Lommel                   | 11-12 de juny   | Stefan Everts     | Kawasaki      |
| XXXI    | 1995 | Kester                   | 24-25 de juny   | Stefan Everts     | Kawasaki      |
| XXXII   | 1996 | Kester                   | 17-18 d'agost   | Tallon Vohland    | Kawasaki      |
| XXXIII  | 1997 | Kester                   | 21-22 de juny   | Stefan Everts     | Honda         |
| XXXIV   | 1998 | Mol                      | 15-16 d'agost   | Stefan Everts     | Honda         |
|         |      |                          |                 |                   |               |
| XXXV    | 1999 | Kester                   | 26-27 de juny   | Frédéric Bolley   | Honda         |
| XXXVI   | 1999 | Nismes                   | 21-22 d'agost   | Frédéric Bolley   | Honda         |
|         |      |                          |                 |                   |               |
| XXXVII  | 2000 | Kester                   | 1-2 de juliol   | Frédéric Bolley   | Honda         |
| XXXVIII | 2000 | Grobbendonk              | 29-30 de juliol | Gordon Crockard   | Honda         |
| XXXIX   | 2000 | Namur                    | 5-6 d'agost     | Yves Demaria      | Yamaha        |
|         |      |                          |                 |                   |               |
| XL      | 2001 | Genk                     | 28-29 d'abril   | Gordon Crockard   | Honda         |
| XLI     | 2001 | Namur                    | 4-5 d'agost     | Mickaël Pichon    | Suzuki        |
|         |      |                          |                 |                   |               |
| XLII    | 2002 | Genk                     | 3-4 d'agost     | Mickaël Pichon    | Suzuki        |
| XLIII   | 2003 | Namur                    | 19-20 de juliol | Stefan Everts     | Yamaha        |

Notes
1. ↑  Del 1957 al 1958, el GP de Bèlgica de 500cc ho fou alhora de 250cc i puntuà per a la Copa d'Europa de la cilindrada. Aquesta taula reflecteix només els resultats de la categoria de 250cc/Motocross GP.
2. ↑  El 1973, el guanyador real fou Roger De Coster, amb Suzuki, tot i que en competir fora de classificació el triomf fou imputat a Håkan Andersson.
3. ↑  Malgrat guanyar el Gran Premi de 1979, Harry Everts no va puntuar al mundial de la cilindrada perquè aquella temporada competia al de 125cc.
4. ↑  Del 2000 al 2003, el GP de Bèlgica ho fou alhora de 125, 250 i 500cc, tot i que aquest darrer any els 250cc es conegueren com a Motocross GP i els 500cc com a 650cc. Aquesta taula reflecteix només els resultats de la categoria de 250cc/Motocross GP.
5. ↑  El 2003, els 250cc es conegueren com a Motocross GP.

## Estadístiques
S'han considerat tots els resultats compresos entre el 1957 i el 2003.

### Guanyadors múltiples
| Pilot           | Victòries |
| --------------- | --------- |
| Stefan Everts   | 5         |
| Frédéric Bolley | 3         |
| Joël Robert     | 2         |
| Sylvain Geboers | 2         |
| Georges Jobé    | 2         |
| Willy Oesterle  | 2         |
| Jaromír Čížek   | 2         |
| Mickaël Pichon  | 2         |
| Pekka Vehkonen  | 2         |
| Gordon Crockard | 2         |

### Victòries per país
| País           | Victòries |
| -------------- | --------- |
| Bèlgica        | 13        |
| Regne Unit     | 7         |
| França         | 7         |
| Suècia         | 3         |
| Finlàndia      | 3         |
| RFA            | 3         |
| Estats Units   | 2         |
| Irlanda        | 2         |
| Txecoslovàquia | 2         |
| Unió Soviètica | 1         |
| Total          | 43        |

### Victòries per marca
| Marca     | Victòries |
| --------- | --------- |
| Honda     | 8         |
| Yamaha    | 7         |
| Suzuki    | 7         |
| Kawasaki  | 4         |
| Greeves   | 3         |
| ČZ        | 3         |
| Maico     | 2         |
| Jawa      | 2         |
| Husqvarna | 2         |
| KTM       | 2         |
| BSA       | 1         |
| Bultaco   | 1         |
| Cagiva    | 1         |
| Total     | 43        |